# 팡리즈

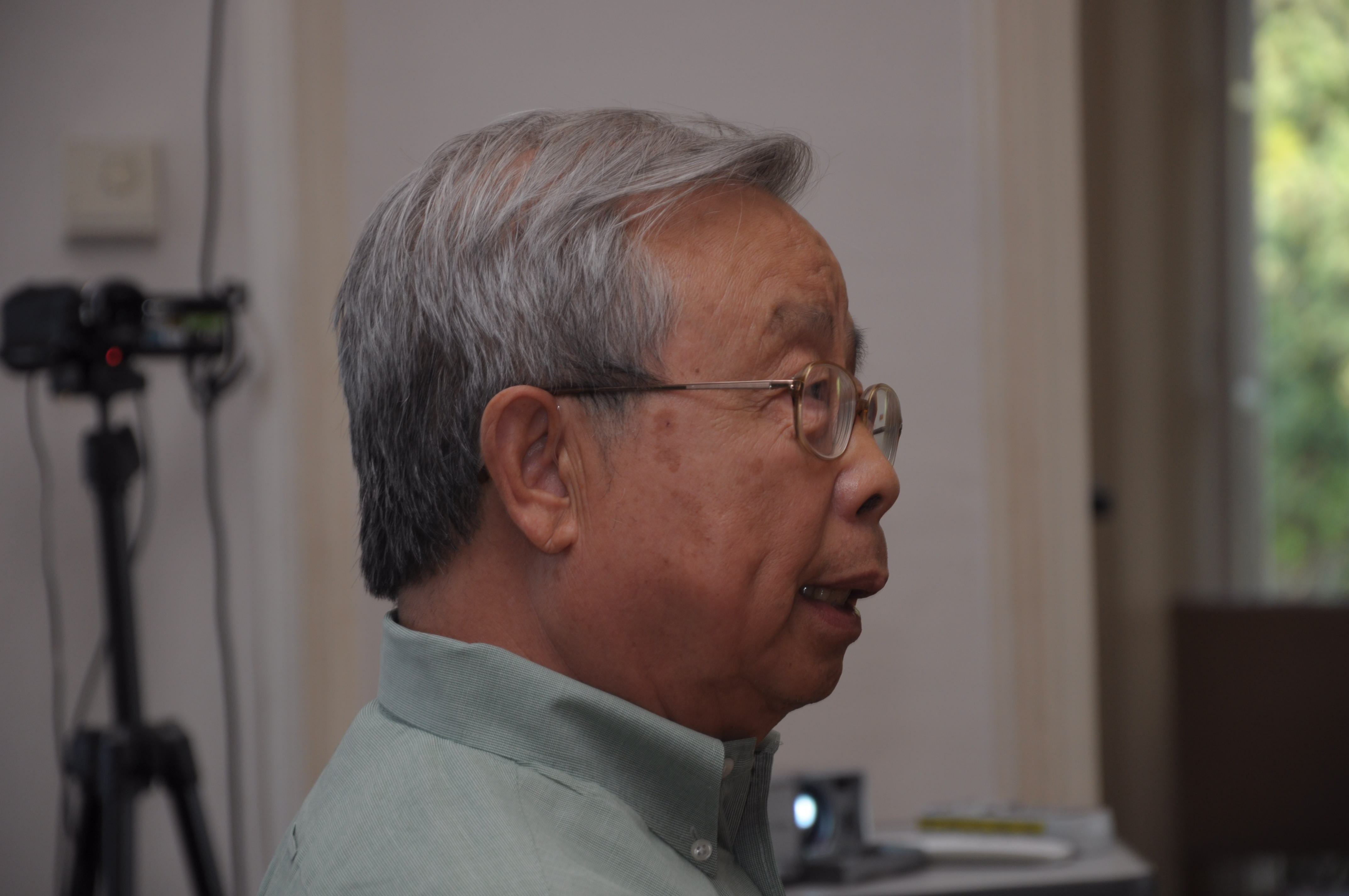
팡리즈 (2010년)

팡리즈(중국어 간체자: 方励之, 정체자: 方勵之, 병음: Fang Lizhi, 1936년 2월 12일 ~ 2012년 4월 6일)는 중화인민공화국의 반체제 인사이다.

## 생애
12세 시절인 1948년부터 중국 공산주의 청년단 중학부에서 활동했다. 1952년 베이징 대학에 들어갔고 1955년에 중국 공산당에 입당하였다. 대학 졸업 이후에 1958년부터 중국과학기술대학 강사, 교수로 일했다.
문화 대혁명에 앞서 대학 이전으로 안후이성의 농촌 지역으로 옮겼으며 거기서 문혁을 겪었다. 1976년 마오쩌둥 사후에 화궈펑에 의해서 교수로 복권되었으나, 이후에는 웨이징성 등과 함께 덩샤오핑의 정치 개혁을 요구하며 덩샤오핑의 중국식 사회주의 체제의 문제에 대한 글을 발표하기 시작했다. 1984년에는 부교장이 되었다.
1986년 12월, 안후이성 허페이의 중국과학기술대학 학생들이 전인대 선거 결과에 항의 집회를 열자, 당시 팡리즈는 학생들을 향해 "프롤레타리아 독재는 아래에서 쟁취한 것이다. 위에서 준 것이 아니다"라는 내용의 연설을 했다. 이런 발언에 환호한 중공 학생들은 다음날 성 정부 청사까지 행진하며 시위를 벌였고 베이징과 상하이에서도 학생 시위대의 물결로 번졌다. 다음 해 1월 당시 중국 최고지도자 덩샤오핑은 공개적으로 팡리즈를 비판했고, 팡리즈는 덩샤오핑에 의해서 중국 공산당 당원과 부교장직에서 제명되었다.
1989년 1월 6일 팡리즈는 덩샤오핑에게 공개 서한을 보내 덩샤오핑 집권 이후 감옥에 갇혀 있던 중국 공산당 인사들과 조반파 인사들을 석방하도록 촉구했다. 그 해 4월 1989년 톈안먼 사건이 시작됐을 때, 팡리즈는 시위에 직접 관여하지 않았다. 하지만 당국은 그를 조반파의 반정부 시위의 배후 인물 중 하나로 지목했다. 6월 4일 덩샤오핑이 인민해방군을 앞세워 반정부 시위를 진압하자, 다음날 팡리즈는 아내와 함께 베이징의 미국 대사관으로 피신했다.
1990년 6월 중국 당국은 팡리즈 부부의 망명을 허가했다. 이후 팡리즈는 애리조나대에서 물리학과 교수로 일했고 2012년 4월 6일 애리조나주 투손에서 76세로 사망했다.

## 같이 보기
- 중국의 반체제자 목록